# Ungarische Eishockeyliga 2000/01
Die Saison 2000/01 war die 64. Spielzeit der ungarischen Eishockeyliga, der höchsten ungarischen Eishockeyspielklasse. Meister wurde zum insgesamt dritten Mal in der Vereinsgeschichte Alba Volán Székesfehérvár.

## Modus
In der Hauptrunde absolvierte jede der acht Mannschaften insgesamt 14 Spiele. Die drei bestplatzierten Mannschaften der Hauptrunde qualifizierten sich für die Gruppe A der Zwischenrunde, deren beiden Erstplatzierten das Meisterschaftsfinale bestritten. Die Mannschaften auf den Plätzen 4 bis 6 in der Hauptrunde trafen in der Gruppe B der Zwischenrunde aufeinander. Der Erstplatzierte der Zwischenrunden-Gruppe B qualifizierte sich für das Spiel um Platz 3. Die Ergebnisse aus der Hauptrunde zwischen Mannschaften der gleichen Zwischenrundengruppe wurden übernommen. Die beiden Letztplatzierten der Hauptrunde spielten anschließend um Platz 7. Für einen Sieg erhielt jede Mannschaft zwei Punkte, bei einem Unentschieden gab es einen Punkt und bei einer Niederlage null Punkte.

## Hauptrunde
|    | Klub                      | Sp | S  | U | N  | Tore   | Punkte |
| -- | ------------------------- | -- | -- | - | -- | ------ | ------ |
| 1. | Dunaferr SE Dunaújváros   | 14 | 13 | 1 | 0  | 142:5  | 27     |
| 2. | Alba Volán Székesfehérvár | 14 | 12 | 1 | 1  | 140:18 | 25     |
| 3. | Ferencvárosi TC           | 14 | 8  | 1 | 5  | 83:53  | 17     |
| 4. | Újpesti TE                | 14 | 6  | 3 | 5  | 50:60  | 15     |
| 5. | Győri HC                  | 14 | 6  | 1 | 7  | 52:62  | 13     |
| 6. | MAC-Nepstadion Budapest   | 14 | 4  | 1 | 9  | 34:122 | 9      |
| 7. | Miskolci Jegesmedve JSE   | 14 | 1  | 1 | 12 | 33:119 | 3      |
| 8. | Tisza Volán HC Szeged     | 14 | 1  | 1 | 12 | 27:122 | 3      |

Sp = Spiele, S = Siege, U = unentschieden, N = Niederlagen

## Zwischenrunde

### Gruppe A
|    | Klub                      | Sp | S | U | N | Tore  | Punkte |
| -- | ------------------------- | -- | - | - | - | ----- | ------ |
| 1. | Dunaferr SE Dunaújváros   | 8  | 6 | 1 | 1 | 48:17 | 13     |
| 2. | Alba Volán Székesfehérvár | 8  | 4 | 1 | 3 | 36:25 | 9      |
| 3. | Ferencvárosi TC           | 8  | 1 | 0 | 7 | 18:60 | 2      |

### Gruppe B
|    | Klub                    | Sp | S | U | N | Tore  | Punkte |
| -- | ----------------------- | -- | - | - | - | ----- | ------ |
| 4. | Újpesti TE              | 8  | 5 | 2 | 1 | 42:22 | 12     |
| 5. | Győri HC                | 8  | 4 | 1 | 3 | 44:37 | 9      |
| 6. | MAC-Nepstadion Budapest | 8  | 1 | 1 | 6 | 24:51 | 3      |

## Playoffs

### Spiel um Platz 7
- Miskolci JSE – Tisza Volán HC Szeged 2:1 (4:5, 7:1, 5:0 Wertung)

### Spiel um Platz 3
- Ferencvárosi TC – Újpesti TE 7:4

### Finale
- Dunaferr SE Dunaújváros – Alba Volán Székesfehérvár 1:4 (2:1 n. P., 2:5, 2:6, 1:3, 3:5)